# Mercury (Kristallographieprogramm)
Mercury ist ein Programm, das vom Cambridge Crystallographic Data Centre (CCDC) entwickelt wird und zum Visualisieren von Kristallstrukturen sowie zur Analyse von Kristallpackungen und intermolekularen Wechselwirkungen dient. Die aktuelle Version von Mercury kann ".cif", ".mol", ".mol2", ".pdb", ".res", ".sd" und ".xyz"-Dateiformate lesen. Weiterhin hat Mercury die eigene Dateinamenserweiterung ".mryx".

## Geschichte
Das Cambridge Crystallographic Data Centre entwickelte und veröffentlichte zwei Programme, ConQuest und Mercury, die unter Windows und verschiedenen Arten von Unix, unter anderem Linux, liefen. ConQuest diente als Suchmaske für die Cambridge Structural Database (CSD), war in Fortran geschrieben und erfüllte eine Vielzahl an Aufgaben wie einer zwei- und dreidimensionalen Substruktursuche. Mercury selbst diente zur Visualisierung von Kristallstrukturen mit der Möglichkeit intermolekulare Wechselwirkungen zu untersuchen. Weiterhin war Mercury komplett im objektorientierten C++ geschrieben. Die C++-Qt-Bibliothek diente zur Darstellung des GUIs und OpenGL zum Rendern der dreidimensionalen Grafiken. Ziel der ersten Version von Mercury war eine dreidimensionale Darstellungsweise von Kristallstrukturen im .MOL2, .PDB, .CIF oder .MOL Format und hatte etwa 2800 Nutzer, die sich auf der Mercury-Mailingliste eingetragen hatten. Mercury 2.0 wurde 2008 veröffentlicht und hatte zusätzliche Werkzeuge zur Interpretation und zum Vergleich von Packungstrends in Kristallstrukturen. Die folgende Version wurde 2015 veröffentlicht und hatte eine zusätzliche Funktionalität um 3D-Drucke zu generieren. Zur Version 4.0 wurden hauptsächlich Änderungen am graphischen Interface getätigt.

## Lizenz
Mercury ist als kostenlose Version und mit einer CSD-Lizenz als Komplettversion mit zusätzlichen Features erhältlich. Diese Lizenz bietet das Cambridge Crystallographic Data Centre akademischen Institutionen kostenlos.